# El Shad
El Shad (en àrab, الشاذ) és la primera revista de la comunitat LGBTIQ+ a Algèria. El terme significa «anormal», que és un insult als homosexuals. Un dels cofundadors afirma: «Vam triar aquest nom perquè reclamem aquesta anormalitat, de la mateixa manera que tothom és anormal».

## Descripció
Disponible online, El Shad és una revista trimestral i totalment gratuïta, destinada a la comunitat LGBTIQ+ algeriana. La revista va ser iniciada per tres membres de l'organització LGBTIQ+ Alouen. Va ser creat el novembre de 2014.
LeXo Fanzine, una revista lesbiana algeriana, va ser creada abans per un membre d'Alouen.